# Opatów (Silezië)
Opatów is een dorp in het Poolse woiwodschap Silezië, in het district Kłobucki. De plaats maakt deel uit van de gemeente Opatów.